# Registre national des lieux historiques dans le comté de San Benito

Localisation du comté de San Benito en Californie

Ceci est la liste des lieux historiques inscrits sur le registre national dans le comté de San Benito en Californie.
Cette liste des propriétés et des districts du registre national des lieux historiques dans le comté de San Benito, en Californie, est censée être exhaustive. Les coordonnées de latitude et longitude sont fournies pour la plupart des propriétés et les districts du registre national ; ces localisations peuvent être aperçus sur Google Maps.
Il y a 15 propriétés et districts répertoriés sur le registre national dans le comté, dont trois monuments historiques nationaux.

## Liste actuelle
| Position | ID       | Type | Nom                                                        | Localisation                                                                           | Ville             | Date d'inscription | Image | Coordonnées                          | Description                                  |
| -------- | -------- | ---- | ---------------------------------------------------------- | -------------------------------------------------------------------------------------- | ----------------- | ------------------ | ----- | ------------------------------------ | -------------------------------------------- |
| 1        | 70000140 | NHL  | Maison d'Anza (en)                                         | 3rd et Franklin Sts.                                                                   | San Juan Bautista | 15 avril 1970      |       | 36° 50′ 37″ nord, 121° 32′ 08″ ouest | Connue aussi comme la maison de Juan de Anza |
| 2        | 14000267 | NRHP | Bear Valley School                                         | Côté est de l'Highway 25, 1 milles (1,6 km) au nord de la joinction avec l'Highway 146 | Paicines (en)     | 2 juin 2014        |       | 36° 32′ 03″ nord, 121° 08′ 49″ ouest |                                              |
| 3        | 70000141 | NHL  | Maison de Jose Castro (en)                                 | Côté sud de la place                                                                   | San Juan Bautista | 15 avril 1970      |       | 36° 50′ 41″ nord, 121° 32′ 05″ ouest |                                              |
| 4        | 78000365 | HD   | Chalone Creek Archeological Sites                          | Adresse restreinte                                                                     | Soledad           | 31 août 1978       |       |                                      |                                              |
| 5        | 92000974 | HD   | District historique de Downtown Hollister (en)             | Pratiquement délimité par les Fourth, East, South et Monterey Sts.                     | Hollister         | 14 août 1992       |       | 36° 51′ 00″ nord, 121° 24′ 03″ ouest |                                              |
| 6        | 93000669 | NRHP | Joel and Rena Hawkins House                                | 801 South St.                                                                          | Hollister         | 28 juillet 1993    |       | 36° 50′ 54″ nord, 121° 24′ 32″ ouest |                                              |
| 7        | 92000269 | NRHP | Bibliothèque d'Hollister Carnegie (en)                     | 375 Fifth St.                                                                          | Hollister         | 26 mars 1992       |       | 36° 51′ 04″ nord, 121° 24′ 08″ ouest |                                              |
| 8        | 16000521 | HD   | Harrison Lyons Homestead Historic District                 | Adresse restreinte                                                                     | Paicines (en)     | 15 août 2016       |       |                                      |                                              |
| 9        | 84000951 | NRHP | Maison de Marentis (en)                                    | 45 Monterey St.                                                                        | San Juan Bautista | 13 septembre 1984  |       | 36° 50′ 47″ nord, 121° 32′ 29″ ouest |                                              |
| 10       | 97001445 | NRHP | Roy D. McCallum House                                      | 1401 San Benito St.                                                                    | Hollister         | 24 novembre 1997   |       | 36° 50′ 25″ nord, 121° 24′ 03″ ouest |                                              |
| 11       | 92001740 | HD   | Monterey Street Historic District                          | Monterey St. et l'intersection des rues des 5th et B Sts.                              | Hollister         | 7 janvier 1993     |       | 36° 50′ 50″ nord, 121° 24′ 12″ ouest |                                              |
| 12       | 82002243 | NRHP | Maison de Rozas (en)                                       | 31 Polk St.                                                                            | San Juan Bautista | 12 avril 1982      |       | 36° 50′ 42″ nord, 121° 32′ 17″ ouest |                                              |
| 13       | 69000038 | NHLD | San Juan Bautista Plaza Historic District                  | Bâtiment autour de la place à Washington, Mariposa, et la 2nd Sts.                     | San Juan Bautista | 8 décembre 1969    |       | 36° 50′ 44″ nord, 121° 32′ 04″ ouest |                                              |
| 14       | 08001277 | HD   | District historique de San Juan Bautista Third Street (en) | 3e rue entre 406 3rd St. et Franklin St.                                               | San Juan Bautista | 9 janvier 2009     |       | 36° 50′ 40″ nord, 121° 32′ 12″ ouest |                                              |
| 15       | 82002244 | NRHP | Benjamin Wilcox House (en)                                 | 315 The Alameda                                                                        | San Juan Bautista | 19 février 1982    |       | 36° 50′ 25″ nord, 121° 31′ 57″ ouest |                                              |